# Suite de Mayer-Vietoris
En topologie algébrique et dans diverses branches voisines des mathématiques, la suite de Mayer-Vietoris est un outil permettant de calculer certains invariants importants d'espaces topologiques en les partageant en morceaux plus simples. La suite relie les groupes d'homologie ou les groupes de cohomologie de l'espace aux groupes de (co)homologie d'une paire de sous-espaces qui le couvrent par une suite exacte.

## Énoncé
Soit X un espace topologique et A et B deux sous-espaces dont les intérieurs recouvrent X. Alors la suite suivante est exacte :

{\displaystyle \cdots \rightarrow H_{n+1}(X){\xrightarrow {\partial _{*}}}\,H_{n}(A\cap B){\xrightarrow {(i_{*},j_{*})}}\,H_{n}(A)\oplus H_{n}(B){\xrightarrow {k_{*}-l_{*}}}\,H_{n}(X){\xrightarrow {\partial _{*}}}\,H_{n-1}(A\cap B)\rightarrow \cdots \!}

où i, j, k et l sont les inclusions appropriées,
et {\displaystyle \partial _{*}} est défini à partir de l'opérateur bord ; ⊕ dénote la somme directe

## Histoire

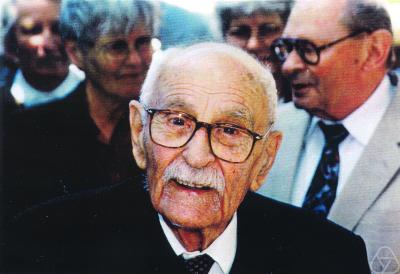
Leopold Vietoris lors de son (2001).

Walther Mayer a été initié à la topologie par son collègue Leopold Vietoris en 1926 et 1927 à l'université de Vienne. On l'a informé du résultat conjecturé, et d'une voie permettant de le démontrer. Il a résolu le problème pour les nombres de Betti en 1929. Par la suite, Vietoris a démontré le résultat global pour les groupes d'homologie en 1930.